# 雲仙市立大正小学校
雲仙市立大正小学校（うんぜんしりつ たいしょうしょうがっこう）は、長崎県雲仙市瑞穂町古部甲にある公立小学校。

## 概要
歴史
1873年（明治6年）創立。2023年（令和5年）に創立150周年を迎えた。
学校教育目標
「自ら学び心豊かでたくましく生きる児童の育成」
校章
左右の月桂樹の根元をリボンで結んだものと五芒星の絵を組み合わせたものを背景にして、中央に「小」の文字を置いている。
校歌
1946年（昭和21年）に制定。作詞・作曲ともに永尾厳による。歌詞は5番まであり、3番に校名の「大正」が登場する。
校区
雲仙市瑞穂地区（旧・瑞穂町）の「大川・横田・高田・桑田・岡・夏峰」。中学校区は雲仙市立瑞穂中学校。

## 沿革
- 1871年（明治4年）- 廃藩置県が行われ島原県の管轄となる。島原県は間もなく長崎県に統合される。
- 1872年（明治5年）8月 - 学制が頒布される。
- 1873年（明治6年）12月5日[1] - 創立。
- 1874年（明治7年）
  - 4月20日 - 高来郡伊福村高田名[2]に「伊福小学校」、高来郡伊古村上伊古に「伊古小学校」が開校。
  - 11月3日 - 高来郡古部村夏峯名[2]に「古部小学校」が開校。
  - 11月14日 - 「古部小学校」が長崎県によって「第五大学区第三中学区」の小学校として設立認可される[3]。
  - 12月2日 - 「伊福小学校」と「伊古小学校」が長崎県によって「第五大学区第三中学区」の小学校として正式に設立認可される[3]。
- 1877年（明治10年）6月4日 - 学区改定により、「第五大学区 第二中学区[4]」に属することになる。
- 1878年（明治11年）
  - この年 - 郡制の施行により高来郡が北高来郡と南高来郡に分けられ、伊福村・古部村・伊古村は南高来郡に属することとなる。
  - 12月 - 学区改定により、「南高来郡 神代部」に属することとなる。
- 1882年（明治15年）- 教育令の改正により、義方・杉嶺の小学校2校が統合され「公立下等古部小学校」・「公立下等伊福小学校」に改称。
  - 伊古小学校が統合により伊福小学校の分校となる。
- 1886年（明治19年）
  - 9月 - 小学校令の施行により、神代村（現・雲仙市国見町西部）に「長崎県第九高等小学校」が設置される。
  - この年 - 伊福小学校伊古分校が廃止される。
- 1887年（明治20年）4月1日 - 小学校令の施行により、古部小学校と伊福小学校が統合され「尋常古福小学校」となる。修業年限を4年とする。
  - 本部校舎を伊福村に置き、元・古部小学校校舎を分舎とする。通学区域を伊福村・古部村・伊古村とする。
- 1888年（明治21年）- 再び分離し「尋常古部小学校」と「尋常伊福小学校」となる。
- 1889年（明治22年）4月1日 - 町村制に施行により、尋常古部小学校は古部村立の、尋常伊福小学校は伊福村立の小学校となる。
  - この時、伊古村は西郷村に統合されたため、伊古地区の児童は尋常西郷小学校に通学することとなる。
- 1893年（明治26年）4月1日 - 小学校令の改正に伴い、「古部尋常小学校」・「伊福尋常小学校」に改称（「尋常」の位置が変更になる）。
  - 長崎県第九高等小学校が廃止され、跡地に島原外目[5]八ヶ村[6]組合立神代高等小学校が設置される。
- 1903年（明治36年）11月 - 古部と伊福の尋常小学校2校が統合され、「仙水尋常小学校」となる。所在地を伊福村高田名字後牟田（甲905第2 - 908番）とする。
  - 古部村と伊福村の組合によって運営される。校名は「仙水湾」にちなむ。なお「仙水湾」は校歌の3番に登場する。
- 1904年（明治37年）- 新校舎が完成し授業を開始。
- 1905年（明治38年）- 農業補習学校を併置。
- 1908年（明治41年）
  - 3月5日 - 午前と午後の二部に分けて二部授業を開始。
  - 4月1日 - 小学校令の改正に伴い、義務教育年限（尋常科の修業年限）が4年から6年に延長される。尋常科5年を新設。
  - 夏 - 古部村字道祖尾に瓦葺平屋1棟を増築し、二部授業を開始。
- 1909年（明治42年）4月1日 - 尋常科6年を新設。
- 1910年（明治43年）4月1日 - 神代高等小学校の廃止に伴い、高等科を併置し、「仙水尋常高等小学校」に改称（尋常科6年・高等科2年）。
- 1926年（大正15年）7月1日 - 伊福村と古部村が合併し「大正村」が発足。これにより大正村立の小学校となる。
- 1935年（昭和10年）- 青年学校令の施行により、併設の大正農業補習学校が「大正村青年学校」に改称。
- 1941年（昭和16年）4月1日 - 国民学校令の施行により、「大正村国民学校」に改称。尋常科を初等科に改める（初等科6年・高等科2年）。
- 1946年（昭和21年）- 校歌を制定。
- 1947年（昭和22年）4月1日 - 学制改革（六・三制の実施）が行われる。
  - 大正村国民学校の初等科が改組され、「大正村立大正小学校」となる。
  - 大正村国民学校の高等科が青年学校の普通科とともに改組され、新制中学校「大正村立大正中学校[7]」が発足。小学校に併設される。
- 1956年（昭和31年）9月25日 - 大正村と西郷村が合併して「瑞穂村」が発足。これに伴い「瑞穂村立大正小学校」に改称。
- 1959年（昭和34年）4月1日 - 西郷中学校との統合により大正中学校が廃止される。
- 1966年（昭和41年）- 鉄筋コンクリート造3階建ての新校舎が完成。
- 1967年（昭和42年）3月 - 給食センター方式による完全給食を開始。
- 1968年（昭和43年）- 体育館が完成。
- 1969年（昭和44年）4月1日 - 瑞穂町の発足により「瑞穂町立大正小学校」に改称。
- 1973年（昭和48年）- 創立100周年記念式典を挙行。
- 1976年（昭和51年）- プールが完成。
- 2005年（平成17年）10月11日 - 雲仙市の発足により、「雲仙市立大正小学校」（現校名）に改称。

## 交通アクセス
最寄りの鉄道駅
- 島原鉄道線「大正駅」

最寄りのバス停
- 島鉄バス 「大正駅前」バス停

最寄りの国道
- 国道251号（島原街道）
- 長崎県道220号野田道西郷港線